# Eduardo Martins
Eduardo Martins (Cáceres, 26 de julho de 1939 — São Paulo, 13 de abril de 2008) foi um jornalista brasileiro.

## Biografia
Trabalhou durante toda a vida no jornal O Estado de S. Paulo, tendo começado lá em 1956, como colaborador, aos 17 anos, criando palavras cruzadas. Em 1960, começou como redator e foi ainda repórter, editor, editor-chefe e chefe do arquivo do jornal.
Foi o autor do Manual de Redação e Estilo do Estado, cuja edição foi lançada em 1990 e reeditada duas vezes, e do livro Com Todas as Letras: o Português Simplificado, coletânea de colunas que escrevia todos os sábados no suplemento Estadinho. A coluna, chamada "De Palavra em Palavra", foi publicada até a véspera de sua morte, por insuficiência respiratória e tumor na bexiga. Manteve por anos um programa com o mesmo nome da coluna na Rádio Eldorado e recebeu o prêmio de melhor entretenimento na área cultural pela Associação Paulista de Críticos de Arte, em 2001.

## Obras publicadas
- Manual de Redação e Estilo - O Estado de S. Paulo, 1990
- Com Todas as Letras: o Português Simplificado, Editora Moderna, 1999
- Uso do Hífen, Editora Manole, 2006
- Os 300 Erros Mais Comuns da Língua Portuguesa, inédito, 2008